# Everlast (muzyk)
Everlast, właśc. Erik Schrody (ur. 18 sierpnia 1969 w Valley Stream w stanie Nowy Jork) – amerykański wokalista i twórca piosenek, znany z łączenia hip-hopu z rockiem i bluesem. Do 1996 był wokalistą w grupie House of Pain, zajmującej się rapem. W 1998 roku przeszedł ciężki zawał serca. W 2000 razem z Santaną otrzymał nagrodę Grammy w kategorii „Best Rock Performance by a Duo or Group with Vocal” („Najlepsze rockowe wykonanie w duecie lub grupie z wokalistą”) za utwór „Put your lights on”.
Do 2009 roku pod pseudonimem „Mr. White”, udzielał się w projekcie muzycznym La Coka Nostra. W 2017 roku grupa Warporn Industried, w której skład weszli Everlast, Sick Jacken oraz Divine Styler wydała album Warporn, na którym gościnnie pojawili się tacy raperzy jak m.in. Vinnie Paz i Big Daddy Kane.
Jest muzułmaninem.

## Dyskografia

### Albumy solowe
- Forever Everlasting (1990)
- Whitey Ford Sings the Blues (1998)
- Today EP (1999)
- Eat at Whitey’s (2000)
- White Trash Beautiful (2004)
- Love, War and Ghost of Whitey Ford (2008)
- Songs of the Ungrateful Living (2011)
- The Life Acoustic (2013)
- Warporn (2017)
- Whitey Ford's House Of Pain (2018)[2].

### z House of Pain
- House of Pain (Fine Malt Lyrics) (1992)
- Same As It Ever Was (1994)
- Truth Crushed To Earth Shall Rise Again (1996)
- Shamrocks & Shenanigans (2004)

### z La Coka Nostra
- A Brand You Can Trust (2009)

### Wybrane występy gościnne
- Ice-T – „What Ya Wanna Do?” (The Iceberg, 1989)
- Madonna – „Waiting (Remix)” (Rain (Maxi-Single), 1993)
- Carlos Santana – „Put Your Lights On” (Supernatural, 1999)
- Dilated Peoples – „Ear Drums Pop (Remix)” (The Platform, 2000)
- DJ Muggs – „Razor to Your Throat” (Soul Assassins II, 2000)
- Run-D.M.C. – „Take the Money and Run” (Crown Royal, 2001)
- Kurupt – „Kuruption” (Space Boogie: Smoke Oddessey, 2001)
- Limp Bizkit – „Faith/Fame Remix” (New Old Songs, 2001)
- Hesher – „Whose Generation” (Hesher, 2001)
- DJ Muggs – „Gone for Good” (Dust, 2003)
- Cypress Hill – „Rock Superstar”
- Snoop Dogg – „My Medicine” (Ego Trippin’, 2008)
- Ill Bill – „Only Time Will Tell” „Pain Gang” (The Hour of Reprisal, 2008)